# Stratiodrilus pugnaxi
Stratiodrilus pugnaxi är en ringmaskart som beskrevs av Vila och Bahamonde 1985. Stratiodrilus pugnaxi ingår i släktet Stratiodrilus och familjen Histriobdellidae. Inga underarter finns listade i Catalogue of Life.